# Arnold Sommerfeld
Arnold Johannes Wilhelm Sommerfeld (n. 5 decembrie 1868, Königsberg, Prusia – d. 26 aprilie 1951, München, RFG) a fost un fizician, matematician german și profesor la München.
A propus o teorie a giroscopului, a dezvoltat mecanica cuantică și a extins teoria atomică a lui Niels Bohr (vezi și atom). A studiat liniile spectrale din punct de vedere cuantic introducând numerele cuantice azimutal și magnetic. A introdus și constanta structurii fine.

## Opere
- Arnold Sommerfeld, Atombau und Spektrallinien (Friedrich Vieweg und Sohn, Braunschweig, 1919)
  - Arnold Sommerfeld, traducere a celei de-a treia ediții germane de Henry L. Brose Atomic Structure and Spectral Lines (Methuen, 1923)
- Arnold Sommerfeld, Three Lectures on Atomic Physics (London: Methuen, 1926)
- Arnold Sommerfeld, Atombau und Spektrallinien, Wellenmechanischer Ergänzungband (Vieweg, Braunschweig, 1929)
  - Arnold Sommerfeld, traducere de Henry L. Brose Wave-Mechanics: Supplementary Volume to Atomic Structure and Spectral Lines (Dutton, 1929)
- Arnold Sommerfeld, Lectures on Wave Mechanics Delivered before the Calcutta University (Calcutta University, 1929)
- Arnold Sommerfeld and Hans Bethe, Elektronentheorie der Metalle, in H. Geiger, K. Scheel, editori Handbuch der Physik Volume 24, Part 2, 333–622 (Springer, 1933). Capitol de aproape 300 pagini publicat ulterior ca și carte separată: Elektronentheorie der Metalle (Springer, 1967).
- Arnold Sommerfeld, Mechanik – Vorlesungen über theoretische Physik Band 1 (Akademische Verlagsgesellschaft Becker & Erler, 1943)
  - Arnold Sommerfeld, traducere a celei de-a patra ediții germane de Martin O. Stern, Mechanics – Lectures on Theoretical Physics Volume I  (Academic Press, 1964)
- Arnold Sommerfeld, Mechanik der deformierbaren Medien – Vorlesungen über theoretische Physik Band 2  (Akademische Verlagsgesellschaft Becker & Erler, 1945)
  - Arnold Sommerfeld, traducere a celei de-a doua ediții germane de G. Kuerti, Mechanics of Deformable Bodies – Lectures on Theoretical Physics Volume II (Academic Press, 1964)
- Arnold Sommerfeld, Elektrodynamik – Vorlesungen über theoretische Physik Band 3 (Klemm Verlag, Erscheinungsort, 1948)
  - Arnold Sommerfeld, traducere a versiunii germane de Edward G. Ramberg Electrodynamics – Lectures on Theoretical Physics Volume III (Academic Press, 1964)
- Arnold Sommerfeld, Optik – Vorlesungen über theoretische Physik Band 4 (Dieterich'sche Verlagsbuchhandlung, 1950)
  - Arnold Sommerfeld, traducere a primei editii germane de Otto Laporte, Peter A. Moldauer Optics – Lectures on Theoretical Physics Volume IV (Academic Press, 1964)
- Arnold Sommerfeld, Thermodynamik und Statistik – Vorlesungen über theoretische Physik Band 5 Herausgegeben von Fritz Bopp und Josef Meixner. (Diederich sche Verlagsbuchhandlung, 1952)
  - Arnold Sommerfeld, editată de F. Bopp și J. Meixner, tradusă de J. Kestin, Thermodynamics and Statistical Mechanics – Lectures on Theoretical Physics Volume V (Academic Press, 1964)
- Arnold Sommerfeld,  Partielle Differentialgleichungen der Physik – Vorlesungen über theoretische Physik Band 6 (Dieterich'sche Verlagsbuchhandlung, 1947)
  - Arnold Sommerfeld, traducere de Ernest G. Straus, Partial Differential Equations in Physics – Lectures on Theoretical Physics Volume VI (Academic Press, 1949, 1953)
- Felix Klein, Arnold Sommerfeld, Über die Theorie des Kreisels [4 volume] (Teubner, 1897)